# Polymerus basivittis
Polymerus basivittis är en insektsart som först beskrevs av Reuter 1909.  Polymerus basivittis ingår i släktet Polymerus, och familjen ängsskinnbaggar.

## Underarter
Arten delas in i följande underarter:
- P. b. basivittis
- P. b. pallidulus